# Istme de Carèlia

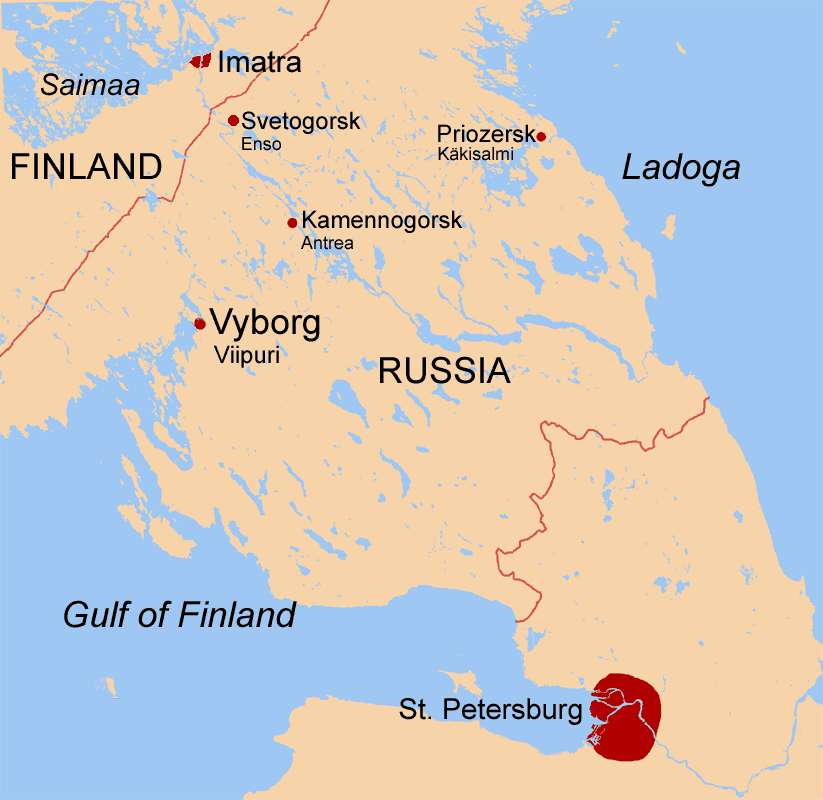
Mapa del Istme de Carèlia. Es mostren algunes de les ciutats més importants, l'actual frontera fi-russa al nord-oest i la frontera prèvia a la Guerra d'Hivern més al sud.

L'istme de Carèlia o de Karelia (en finès: Karjalankannas; en rus: Карельский перешеек, Karelski pereixéiek) és una estreta banda de terra de 45 a 110 quilòmetres de longitud que separa el llac Làdoga a Rússia del Golf de Finlàndia. Antigament finlandès, aquest territori es va incorporar a la Unió Soviètica després de la Guerra d'Hivern, essent aquesta annexió confirmada després de la Guerra de Continuació. Alguns dels raion (districtes) d'aquesta zona són dependents administrativament de la ciutat de Sant Petersburg, la resta ho són de l'óblast de Leningrad. La ciutat més important és Víborg.